# 가이가케촌
가이가케촌(鎌掛村)은 시가현 가모군에 설치되었던 촌이다. 현재의 히노정에 해당한다.